# ENTERTAINMENT NEXT!
『MGMリゾーツpresents ENTERTAINMENT NEXT!』（エムジーエムプレゼンツ エンターテインメントネクスト!）は、ニッポン放送で2018年4月8日から2021年3月28日まで放送されていたトーク番組である。

## 概要
ニッポン放送は2014年4月から日曜昼の放送枠にて『土田晃之 日曜のへそ』を放送してきたが、2018年上半期番組編成にて『日曜のへそ』を20分縮減させ、新たなる放送枠を当てがい、元テレビ朝日アナウンサーであるフリーアナウンサーの南をパーソナリティに添えたトーク番組を編成。
日本のカルチャーを「エンターテインメント」視点で捉え、スポーツからイノベーション、日本独自の職人技や映画等の現場の最前線で活躍してる人物をゲストに招いてトークを行う。
しかし、2021年3月17日に行われた同局社長定例記者会見にて、放送枠を開けた『日曜のへそ』の2部制のワイド番組への編成変更が発表されたことに伴い、当番組は終了することとなった。

## 出演者

### パーソナリティ
- 南美希子（フリーアナウンサー、元テレビ朝日アナウンサー）

## 放送時間
- 日曜 13:40 - 14:00（ニッポン放送）、 6:00 - 6:20（ABCラジオ）- 2018年4月8日 - 2021年3月28日